# Eddie Moussa
Eddie Moussa, född 20 mars 1984 i Södertälje, död 1 juli 2010 i Södertälje, var en svensk fotbollsspelare (mittfältare/anfallare) av assyriskt ursprung i Assyriska FF.

## Fotbollskarriär
Eddie Moussa växte upp i Södertäljestadsdelen Ronna. Som 7-åring började han spela fotboll i Assyriska FF:s fotbollsskola. Vid 16 års ålder flyttades han under Peter Antoine och Kachir Eskanders tid som tränare upp till A-laget. Han spelade totalt 181 matcher för A-laget och hann med 18 mål; de flesta kom de sista två säsongerna då han skolades om från högermittfältare till anfallare. 
Under våren 2010 hade han även fått libanesiskt medborgarskap, på grund av att hans far har libanesiskt/assyriskt påbrå, och fick därmed möjligheten att spela för Libanons landslag. Han var aktuell för landslagsspel inför Libanons kval till asiatiska mästerskapen. Efter att ha varit skadad under inledningen av säsongen 2010 gjorde han comeback i Södertäljederbyt den 13 juni, men efter endast 24 minuters spel slog han upp skadan och byttes ut. Det blev hans sista match i Assyriskas tröja nummer 18.

## Död
Den 1 juli 2010 klockan 02.22 sköts han ned på den illegala spelklubben Oasen i Ronna Centrum i Södertälje. Eddie Moussa, hans bror, den tidigare Assyriskas A-lagsspelaren Yaacoub "Jakob" Moussa, och en till i folksamlingen träffades. Eddie Moussa avled tillsammans med sin bror på plats, medan den tredje blev allvarligt skadad.
Morden på Eddie Moussa och Yaacoub Moussa uppges ha varit en varning till deras bror Dany Moussa, som är ledare för Bandidos supportergrupp X-team i Södertälje. Morden ingick i rättegången mot Södertäljenätverket.